# Siniša
Siniša je moško osebno ime.

## Izvor imena
Ime Siniša je južnoslovansko ime, ki je prišlo v Slovenijo s priseljenci iz bivših jugoslovnskih republik. Ime je tvorjeno s sufiksom -iša iz besede śin ali iz skrajšanih oblik imen, ki se začenjajo s Sin-, npr. Sinislav, Sinan, Sinanudin.

## Različice imena
Sine, Sinej, Sinjo

## Pogostost imena
Po podatkih Statističnega urada Republike Slovenije je bilo na dan 31. decembra 2007 v Sloveniji število moških oseb z imenom Siniša: 525.

## Osebni praznik
V naših koledarjih ni imena Siniša.